# Jupiter (planeet)

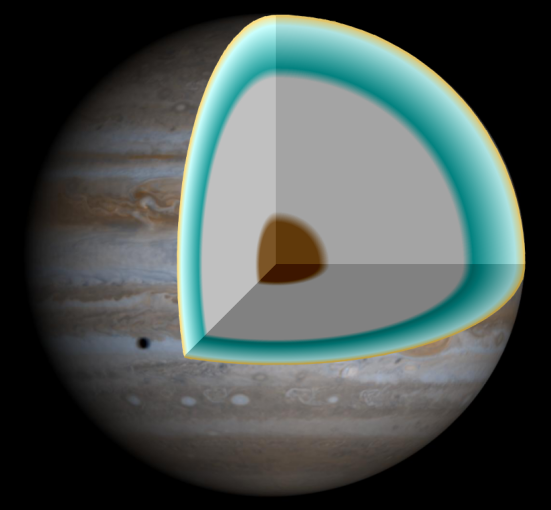
Jupiters samenstelling

Jupiter is vanaf de zon de vijfde planeet. Hij is de grootste planeet van het zonnestelsel. Net als Saturnus is Jupiter een gasreus, hij beschikt dus niet over een vast oppervlak. Zoals de aardse planeten terrestrische planeten genoemd worden, worden gasreuzen ook wel Joviaanse planeten genoemd. Deze naam is afkomstig van het Latijnse Iovis, de genitief van de naam Jupiter. Joviaans betekent dus Jupiterachtig of van Jupiter. De planeet is naar de Romeinse oppergod Jupiter genoemd.

## Massa
De massa van Jupiter is 2,5 keer zo groot als die van alle andere planeten van het zonnestelsel bij elkaar. De massa is relatief zo groot, dat het massamiddelpunt van Zon en Jupiter waaromheen deze een baan beschrijven, buiten het oppervlak van de Zon ligt op 1,068 keer de afstand van de kern tot het oppervlak. Hoewel de diameter van de gasreus elf keer zo groot is als die van de Aarde, heeft Jupiter een veel lagere dichtheid. Het volume van Jupiter is ongeveer 1321 keer dat van de Aarde en toch is de planeet 'maar' 318 keer zo zwaar. De diameter van Jupiter is ongeveer tien keer zo klein als die van de Zon. De massa van Jupiter is ongeveer 0,1% die van de Zon. De massa van Jupiter wordt vaak gebruikt om die van andere objecten (vooral exoplaneten en bruine dwergen) aan te geven. Zo heeft HD 209458 b een massa van 0,69 MJ (Jupiter heeft een massa van één MJ) en heeft COROT-7b een massa van 0,015 MJ.
De planeet heeft het sterkste magnetische veld van alle planeten in het zonnestelsel: het is ongeveer 14 maal sterker dan dat op Aarde. De kracht van het veld op Jupiter wordt veroorzaakt door de aanwezigheid van metallische waterstof in de kern.
Verscheidene modellen geven aan dat, als de massa van Jupiter veel groter zou zijn, de planeet zou krimpen. Als Jupiter namelijk nog zwaarder zou zijn, zou de zwaartekracht alsmaar sterker worden. Dit betekent dat het volume van de planeet afneemt als de massa toeneemt. Daarom denkt men dat Jupiter de grootste diameter heeft die mogelijk is voor een planeet met deze compositie.
Hoewel Jupiter nog 75 keer zo zwaar zou moeten zijn om succesvol tot kernfusie te komen zoals die in sterren plaatsvindt, is de diameter van de kleinste rode dwerg slechts 30% groter dan Jupiter. Ondanks dat straalt Jupiter meer warmte uit dan hij van de Zon krijgt; de hoeveelheid warmte die geproduceerd wordt binnen in de planeet is ongeveer even groot als de hoeveelheid zonlicht die ze krijgt. Deze warmte wordt opgewekt door het Kelvin-Helmholtzmechanisme. Door de afkoeling aan het oppervlak neemt de temperatuur en daardoor ook de druk in de hele gasbol af. De gasreus wordt dan kleiner en daarbij komt energie, in de vorm van warmte, uit de gravitatiekracht vrij. Door dit proces krimpt de planeet ongeveer 2 cm per jaar. Toen Jupiter ontstond, was hij veel warmer en had hij tweemaal de huidige diameter.

## Samenstelling
De rotsachtige kern van Jupiter heeft een diameter van 14.000 km, bestaat deels uit nikkel-ijzer (een mengsel van circa 90% ijzer en circa 8% nikkel) en deels uit gesteente en heeft een temperatuur van 25.000 K. Daaromheen bevindt zich een ongeveer 40.000 km dikke laag van metallische waterstof (90%) en helium (10%). Door een relatief dunne overgangslaag wordt deze laag gescheiden van de buitenste laag van vloeibare moleculaire waterstof, die een dikte van 20.000 km heeft waarbij naar binnen toe de temperatuur en de druk toenemen. Behalve waterstof en helium komen in lagere concentraties ook methaan, ethaan en koolstofdioxide voor.
Normaal absorberen planeten licht van de zon en stralen ze evenveel energie weer uit in de ruimte als warmte. Infraroodmetingen wijzen echter uit dat Jupiter tweemaal zoveel energie uitzendt als absorbeert. Deze extra energie is vermoedelijk een overblijfsel uit de tijd dat Jupiter gevormd werd en ligt opgeslagen in de kern. Een andere mogelijke verklaring voor dit fenomeen is het onder invloed van de zwaartekracht langzaam compacter worden van Jupiter dat met uitstraling van hitte gepaard gaat.
Jupiter wordt weleens een mislukte ster genoemd. Maar deze planeet is te klein voor een bruine dwerg, die minimaal 13 maal de massa van Jupiter zou moeten hebben. Als de massa 75 maal zo groot was geweest als nu het geval is, zou er kernfusie hebben kunnen plaatsvinden, waarbij waterstof en helium worden omgezet in energie, en zou Jupiter samen met de zon een dubbelster geweest zijn.

## Atmosfeer

Wervelingen in de atmosfeer van Jupiter

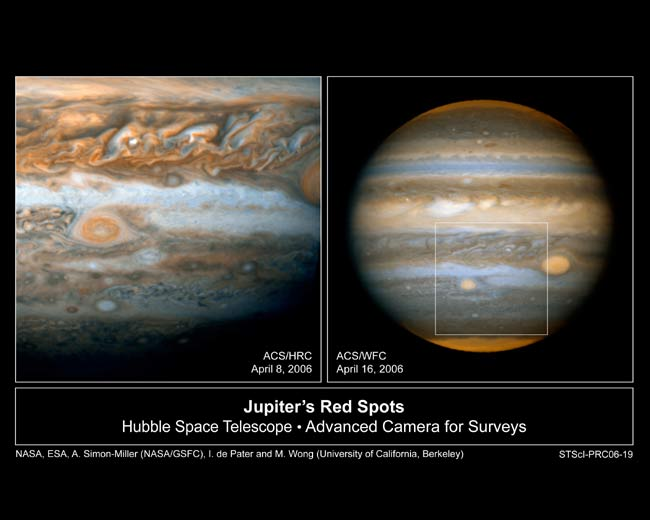
Nieuwe rode vlek

Aangezien Jupiter geen vast oppervlak heeft, is de grens met de atmosfeer niet eenvoudig aan te geven. Meestal wordt de hoogte waarop de druk 1 bar bedraagt als referentiepunt genomen. De atmosfeer van Jupiter is ongeveer 3.000 km dik en bestaat uit gas. In de gehele atmosfeer waait het, dus tot 3.000 km diep. Het deel daarbinnen draait als een geheel. De atmosfeer van Jupiter bestaat hoofdzakelijk uit waterstof en helium. Andere gassen die worden aangetroffen zijn methaan, ammoniak, waterstofdeuteride, ethaan en waterdamp. Fosfine, waterstofsulfide en ammoniumwaterstofsulfide komen slechts sporadisch voor. Deze gassen zorgen voor de rode, bruine en witte wolken. De dichtheid en de lage temperatuur zorgen ervoor dat de atmosfeer van Jupiter zich meer als een vloeistof dan als een gas gedraagt. De vele stormen in de atmosfeer worden vermoedelijk veroorzaakt door de hoge temperatuur in de kern van de planeet en de snelle rotatie.

### Grote rode vlek
Een van de opvallendste eigenaardigheden van Jupiter is de grote rode vlek iets ten zuiden van de evenaar. Deze vlek wordt veroorzaakt door een anti-cycloon die al minstens 300 jaar voortraast. De rode vlek is drie keer zo groot als de aarde. Sinds de eerste waarnemingen in het begin van de 18de eeuw is de vlek in omvang afgenomen. Desondanks heeft de grote rode vlek de kleine rode vlek verslonden, doordat deze te dicht bij de grote rode vlek kwam.

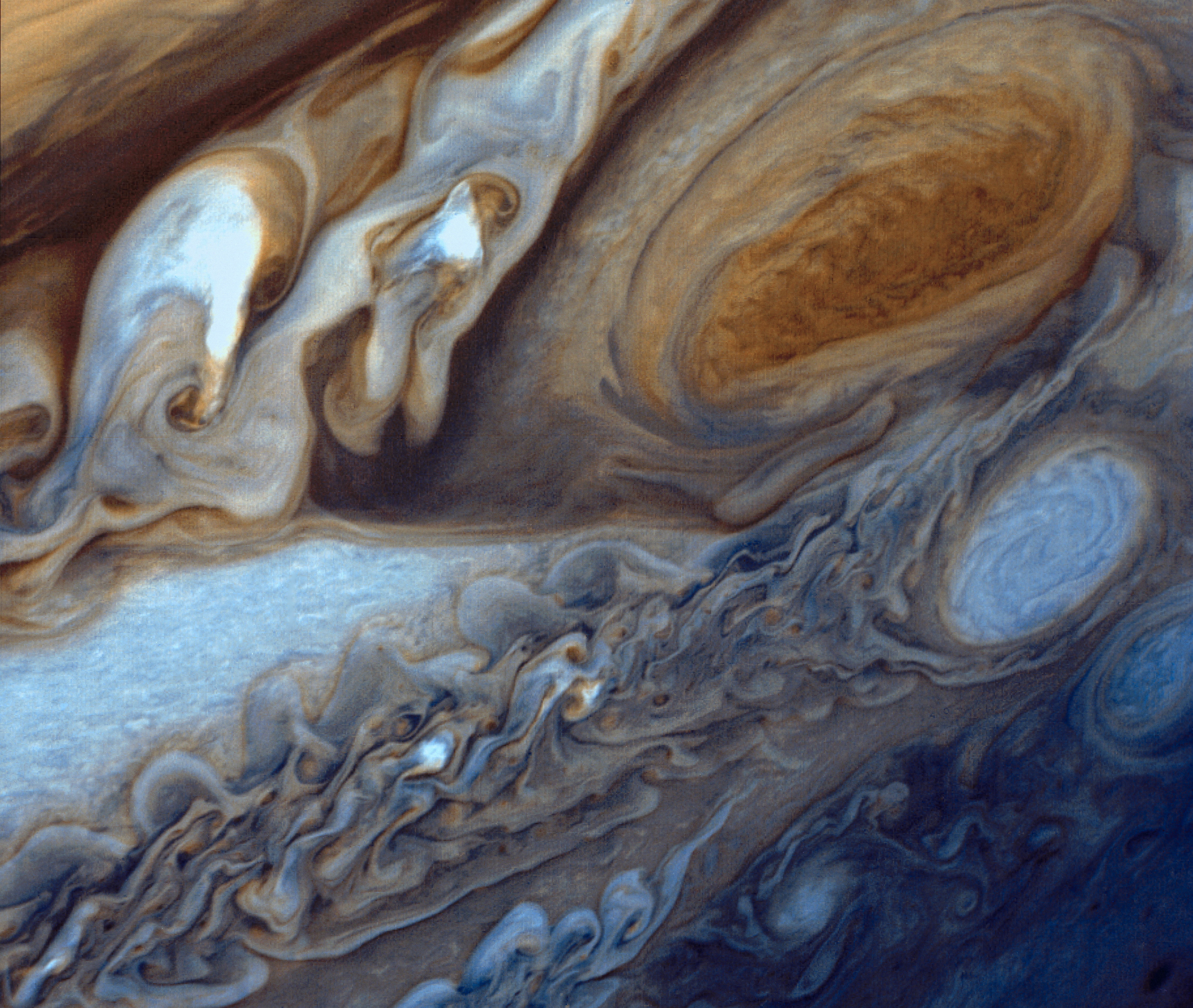
Grote rode vlek

Vergeleken met 100 jaar eerder was de vlek in 2000 in grootte gehalveerd. Het is niet bekend of dit wordt veroorzaakt door schommelingen of dat de vlek ooit volledig zal verdwijnen.
De grote rode vlek werd voor het eerst waargenomen in 1664 door de Engelsman Robert Hooke.

### Een nieuwe rode vlek
Eind februari 2006 is een nieuwe rode vlek ontdekt. Deze vlek is ontstaan door versmelting van drie reeds aanwezige ovale witte vlekken tussen 1998 en 2000. Deze kleine vlek steekt net als de grote rode vlek uit boven het bovenste wolkendek. Bij de vorming deed de vlek dit nog niet en daardoor is ze pas later ontdekt. Zij groeit nog steeds.

### Inslag van komeet Shoemaker-Levy 9
Tussen 16 en 22 juli 1994 sloegen 21 fragmenten van de komeet Shoemaker-Levy 9 in op het zuidelijk halfrond van Jupiter. Dit was de eerste keer dat botsingen tussen hemellichamen direct werden waargenomen. De grootste inslag, op 21 juli, had een kracht van 250.000 megaton TNT.
Verwacht wordt dat als gevolg van de grote omvang, massa en zwaartekracht van Jupiter dit soort botsingen veel vaker voorkomen.

## Manen en ringen rond Jupiter

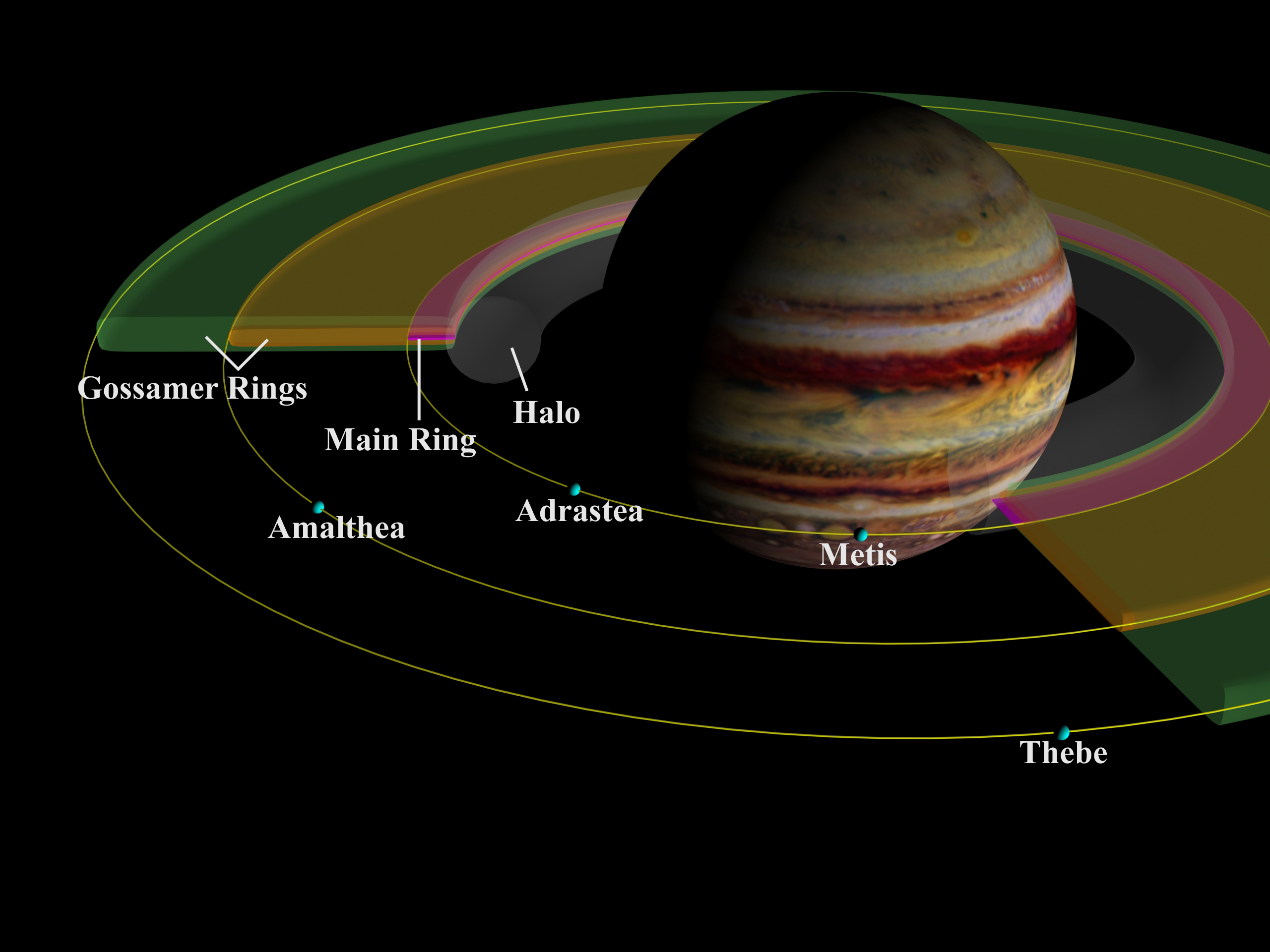
De dunne ringzones van Jupiter

Jupiter heeft minstens 92 manen. Een meerderheid daarvan heeft een diameter kleiner dan 10 km en is pas na 1975 ontdekt.

### Galileïsche manen
In 1610 ontdekte Galileo Galilei met een telescoop de vier grootste manen van Jupiter, nu bekend als de Galileïsche manen: Io, Europa, Ganymedes en Callisto. Met een verrekijker zijn deze manen in hun eeuwigdurende dans al te zien, de schaduwen van de manen en de wolkenbanden op het oppervlak van Jupiter kunnen met een kleine telescoop gezien worden. Gegevens over de posities van de manen en speciale gebeurtenissen zijn in de Sterrengids te vinden.

### Zichtbaarheid met het blote oog
Deel 1 van T.W.Webb's Celestial Objects for Common Telescopes bevat een beschrijving betreffende de zichtbaarheid van de Galileïsche manen zonder verrekijker of telescoop. Om deze manen met het blote oog te zien te krijgen moeten ze 's nachts waargenomen worden maar dient de planeet zelf verborgen te blijven, bijvoorbeeld achter een verre muur, waarbij ofwel het linker of rechter gedeelte van het manensysteem vanachter de hoek van de muur tevoorschijn komt. Sommige waarnemers beweren echter dat ze deze manen ook te zien krijgen als de planeet niet verborgen is.

### Andere manen
In mei 2001 waren er ongeveer 12 manen rond Jupiter bekend. Later is er met behulp van nieuwe technieken en verbeterde apparatuur nog een groot aantal andere manen ontdekt en in 2004 zijn er zo'n 63 objecten geïdentificeerd. Een volledig overzicht hiervan is te vinden in de lijst van manen van Jupiter.

### Ringen van Jupiter
Vergelijkbaar met de planeet Saturnus bezit Jupiter een aantal ringen van stof- en ijsdeeltjes; deze ringen zijn echter veel dunner dan de Ringen van Saturnus. De binnenste ring, systematisch genaamd 1979 J1R, is vermoedelijk voortgekomen uit losgeraakt materiaal van de manen Metis en Adrastea na inslagen door meteorieten. 1979 J1R ligt op een afstand van 110.000 km van het middelpunt van Jupiter en is zo'n 22.000 km breed. Daar buiten liggen nog twee ringen (1979 J2R en 1979 J3R) op een afstand van respectievelijk 125.000 en 170.000 km. Van de buitenste ring wordt aangenomen dat die is ontstaan uit ingevangen interplanetair stof. Deze ringen zijn pas in 1979 ontdekt.

## Functie

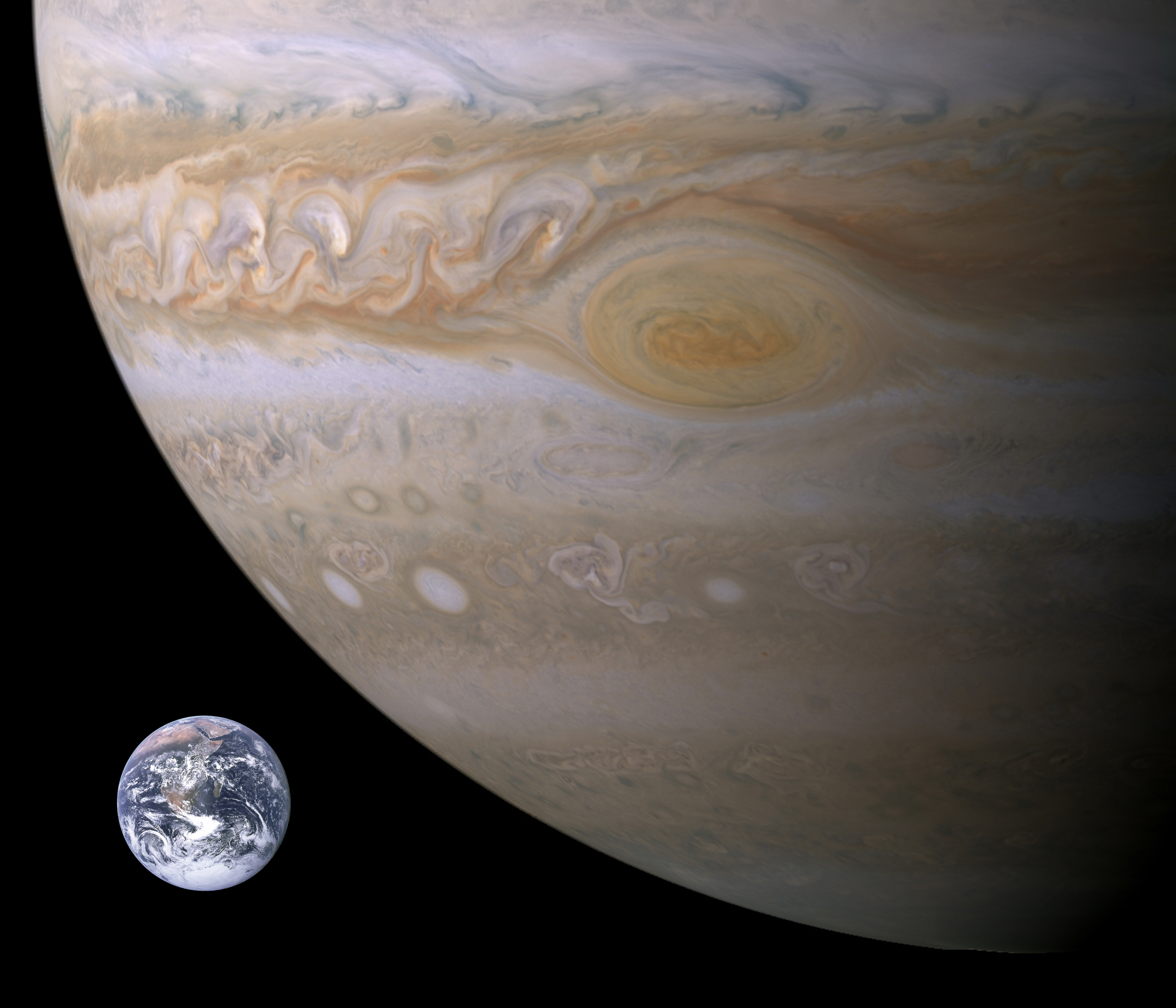
Verschil in afmeting tussen Jupiter en de Aarde

Jupiter vervult een belangrijke functie binnen het zonnestelsel. Doordat hij zwaarder is dan alle andere planeten tezamen is hij een belangrijke component van het massa-evenwicht van het zonnestelsel. Door zijn massa stabiliseert hij de planetoïdengordel; zonder Jupiter zou gemiddeld iedere 100.000 jaar een planetoïde uit de planetoïdengordel de aarde treffen en hierdoor zou leven op aarde ernstig belemmerd, zo niet onmogelijk worden. Ook andere objecten dan kometen worden door Jupiter weggevangen. Er wordt daarom tegenwoordig gedacht dat de aanwezigheid van een Jupiterachtige planeet in een planetenstelsel weleens een voorwaarde zou kunnen zijn voor de ontwikkeling van leven in een dergelijk stelsel.

## Waarneming en verkenning

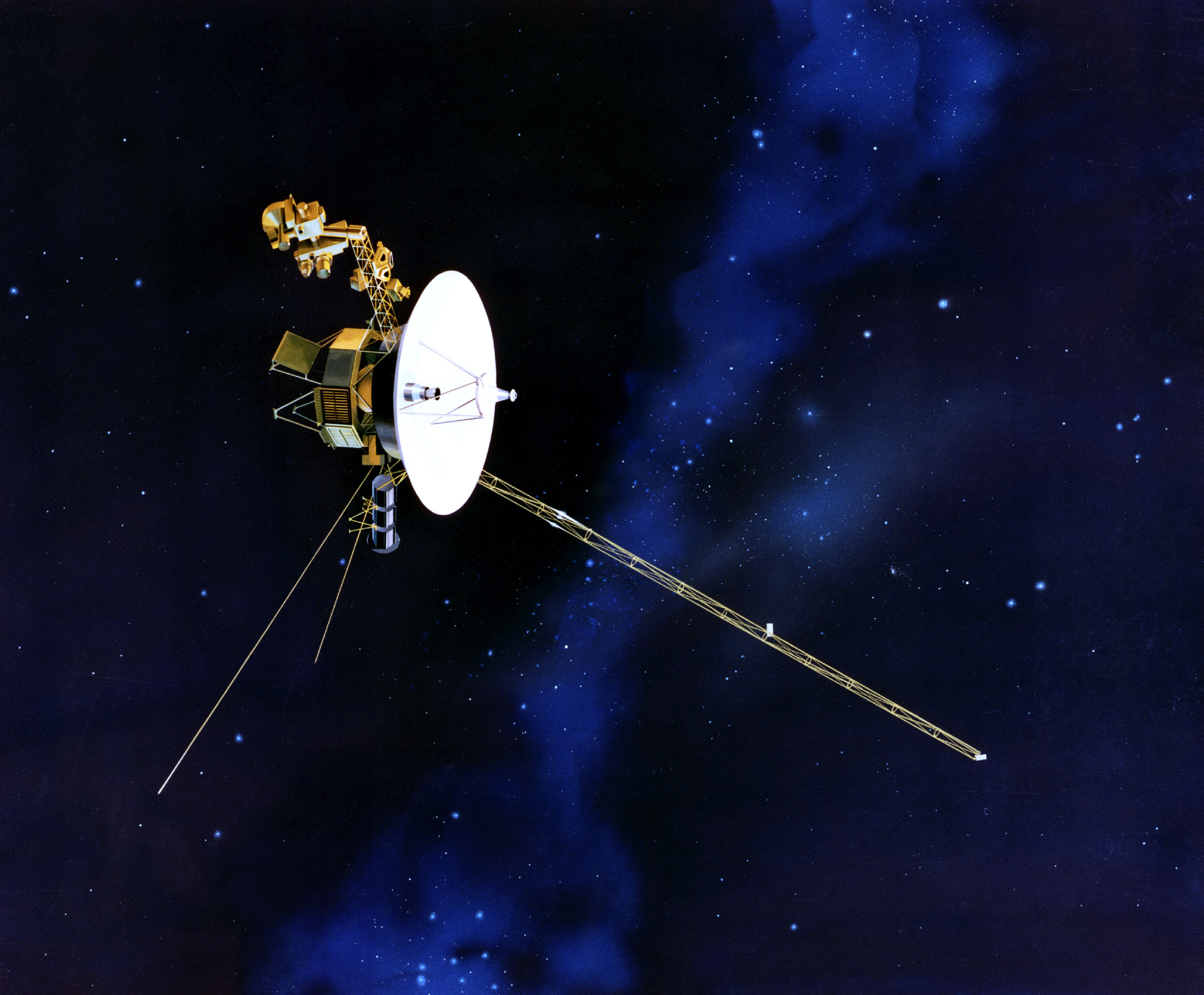
Voyager 2

Galileo vliegt langs Jupiter

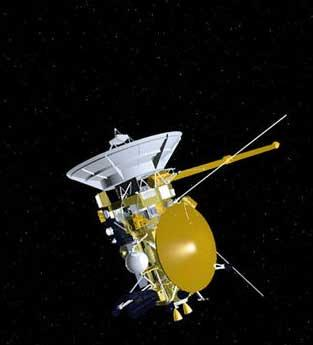
Cassini-Huygens

Vanaf de Aarde is Jupiter vaak met het blote oog zichtbaar als een heldere "ster" die niet flonkert. Na de zon, de maan en Venus is Jupiter het helderste object aan de hemel. Alleen als Jupiter ten opzichte van de aarde achter de zon staat is waarneming niet mogelijk.
Sinds het begin van de jaren 70 zijn er verkenningsvluchten uitgevoerd naar Jupiter.

### Pioneer 10 en 11
Pioneer 10 was de eerste ruimtesonde naar Jupiter en werd op 3 maart 1972 gelanceerd. Op 3 december 1973 scheerde Pioneer 10 op een afstand van 130.000 km langs Jupiter en stuurde de eerste detailopnames naar de Aarde.
Pioneer 11 werd 6 april 1973 gelanceerd en bereikte op 4 december 1974 het Jupitersysteem; hij naderde Jupiter tot 34.000 km en bracht daarna op 1 september 1979 een bezoek aan Saturnus.

### Voyager 1 en 2
In de zomer van 1977 werden Voyager 1 en Voyager 2 kort na elkaar gelanceerd. In 1979 hebben beide Voyagers veel foto's en informatie over Jupiter en de manen opgeleverd, onder andere over vulkanisme op de maan Io.

### Galileo
Op 18 oktober 1989 werd vanaf Cape Canaveral de Galileo ruimtesonde gelanceerd om de manen van Jupiter en de planeet zelf te bestuderen. Galileo was de eerste missie die in plaats van voorbij te vliegen in een baan om Jupiter gebracht zou worden en deze uitgebreid zou gaan bestuderen. Na een reis van zes jaar en ondanks problemen met de antenne, heeft Galileo ruim 14.000 foto's gemaakt. Galileo heeft Jupiter bestudeerd van december 1995 tot september 2003 en heeft gedurende deze periode een schat aan nieuwe inzichten verzameld. Galileo had 5 maanden voor hij bij Jupiter arriveerde een sonde afgeplitst voor onderzoek van de atmosfeer; deze daalde 7 december 1995 af en gaf via Galileo gegevens door naar de aarde. In 2003 is ook Galileo zelf de atmosfeer ingedoken en gaf tot hij vernietigd werd gegevens door.

### Ulysses
Ruimtesonde Ulysses gebruikte in februari 1992 de zwaartekracht van Jupiter om in de juiste baan om de zon te geraken.

### Cassini-Huygens
Op 15 oktober 1997 werd de Cassini-Huygens-ruimtesonde gelanceerd om via Venus, Aarde en Jupiter uiteindelijk Saturnus te bezoeken. In december 2000 passeerde Cassini Jupiter en maakte daarbij foto's met een veel hogere resolutie dan de voorgangers. De gezamenlijke aanwezigheid van Galileo en Cassini maakte het mogelijk enkele extra experimenten uit te voeren.

### New Horizons
New Horizons is een missie naar Pluto die gelanceerd is op 19 januari 2006. Om de vlucht te bespoedigen werd in februari 2007 gebruikgemaakt van de aantrekkingskracht van Jupiter. De gravitatie van Jupiter versnelde de sonde, waardoor de sonde 3 jaar eerder bij de dwergplaneet arriveerde, in 2015. Gedurende ongeveer vier maanden is Jupiter uitgebreid geobserveerd.

### Juno

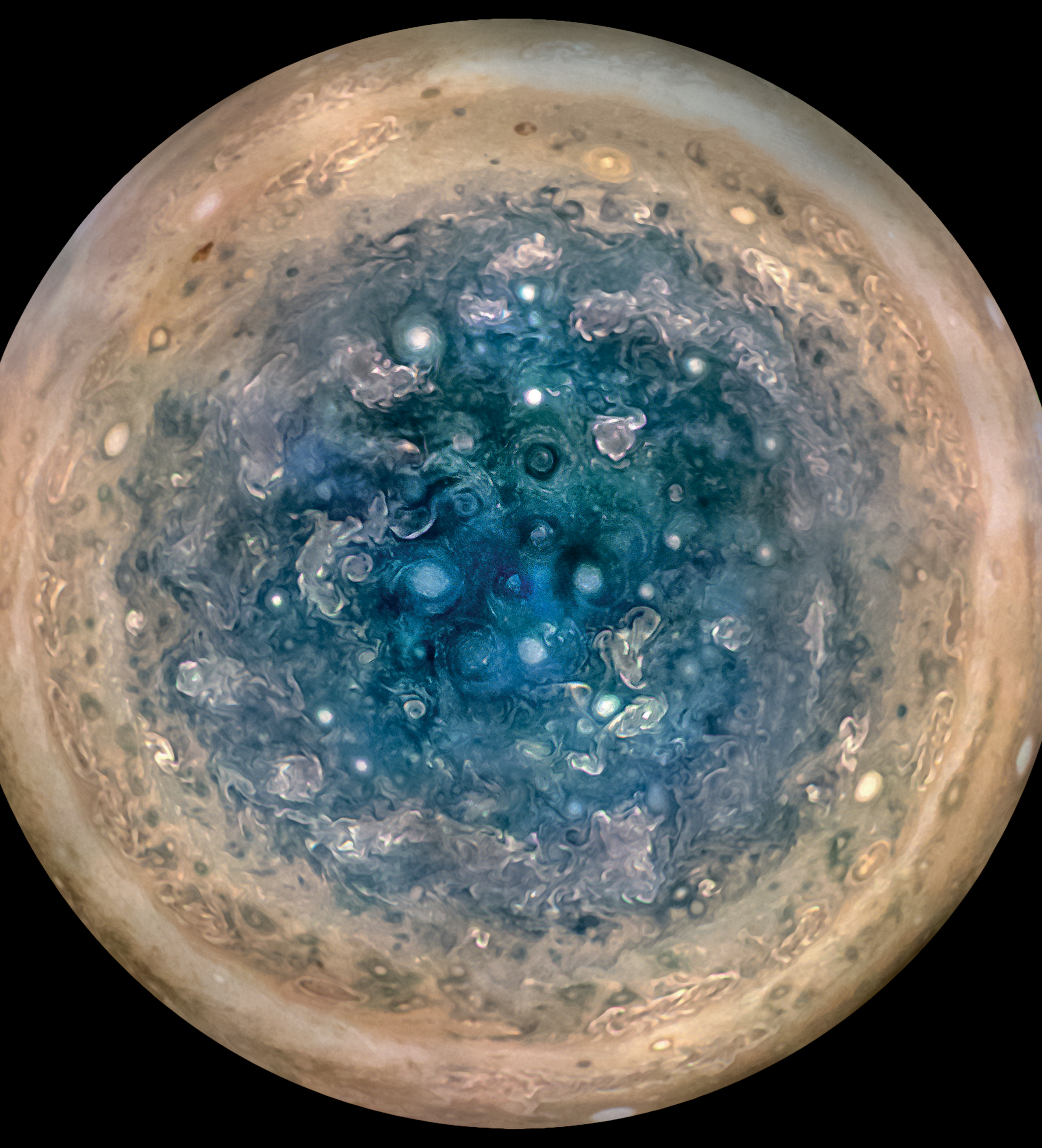
De zuidpool van Jupiter, gefotografeerd door Juno

Ruimtesonde Juno draait sinds juli 2016 in een elliptische baan over de polen van Jupiter om onderzoek naar onder meer de magnetosfeer, de atmosfeer en een eventuele vaste kern van de planeet te doen.
Volledige lijst inclusief (nog) niet erkende manen